# Football Club Leon Saturn Rámenskoye
El Football Club Leon Saturn Rámenskoye (en ruso: Футбольный клуб Леон Сатурн Раменское), también conocido como F. C. Saturn Óblast de Moscú o simplemente como Saturn, es un club de fútbol ruso, de la ciudad de Rámenskoye en el óblast de Moscú. Fue fundado en 1946 y jugó en la Liga Premier de Rusia hasta su disolución al final de la temporada de 2010. En 2014, resurgió y fue admitido en la Liga de Fútbol Profesional, la tercera división del sistema de ligas ruso.

## Uniforme
- Uniforme titular: Camiseta, pantalón y medias azules.
- Uniforme alternativo: Camiseta, pantalón y medias blancas.
- Tercer uniforme: Camiseta, pantalón y medias verdes.

## Jugadores

### Plantilla 2022/23
- Actualizado a 9 de octubre de 2023, según el sitio web oficial del club.

## Estadísticas

### Datos del club
- Temporadas en Liga Premier: 13.
- Mejor puesto en Liga Premier: 5.º (Una vez: 2007).
- Peor puesto en Liga Premier: 13.º (Una vez: 2011).
- Temporadas en Liga Nacional: 3.
- Mejor puesto en Liga Nacional: 1.º (Una vez: 1998).
- Peor puesto en Liga Nacional: 11.º (Una vez: 1996).
- Temporadas en Liga de Fútbol Profesional: 15.
- Mejor puesto en Liga de Fútbol Profesional: 2.º (2 veces: 1995 y 2017).
- Peor puesto en Liga de Fútbol Profesional: 19.º (Una vez: 2022).
- Mayor goleada a favor: 7-0 a F. C. Spartak-2 Moscú (16 de abril de 1994, Liga de Fútbol Profesional).
- Mayor goleada en contra: 9-0 de F. C. Gigant Voskresensk (22 de octubre de 1994, Liga de Fútbol Profesional).

### Datos de jugadores
- Jugador con más partidos disputados: Serguéi Tripakin (209 partidos oficiales).
- Jugador con más goles: Alekséi Medvédev (48 goles en competiciones oficiales).